# 中ノ森BAND
中ノ森BAND（なかのもりバンド）は、日本のロックバンド。ヴィジョンファクトリー所属。レーベルはインペリアルレコード。2008年6月に解散した。

## 概要
2004年5月13日結成。テイチクエンタテインメント傘下のレコードレーベル、インペリアルレコードから2005年2月23日にCDデビュー。
ボーカルのAYAKOはファッション雑誌等で頻繁に紹介されていた。阿久津健太郎などが作詞に携わっていたため、いわゆる「アイドルバンド」として扱われることが多かった。だが音楽専門学校で培ったスキルを持つなど、本人らは正統派ガールズバンドとしての志向を掲げている。
2008年3月27日、ボーカルのAYAKOが自身のブログにて、喉の手術のため3月29日のライブをもってライブ活動を休止する旨を発表。同年6月30日、音楽性の違いを理由に解散。

## メンバー
- AYAKO（中ノ森文子、なかのもり あやこ、1985年4月4日（40歳）、福岡県出身）

- SHINAMON（三島亜紀子、みしま あきこ、1981年5月29日（43歳）、神奈川県出身）
  - 作詞・キーボード担当。
    - ヤマハ音楽院出身
    - 作詞・作曲もこなし、中ノ森BANDのデビュー前にあたる音楽学校時代は「しなもん」名義で活動。ライブハウス・四谷天窓を拠点にピアノの弾き語りや、「しなもんcafe」というバンドでのライブ活動を行った。2nd Album『Do the Rock』収録の「Hey You!!」と「One☆Two☆Diving」の歌詞はSHINAMONが手掛けている。中ノ森BANDの楽曲において作曲には携わっていない。
    - 昔シナモンが好きだったことから自身で「しなもん」と名付けたが、実はそれほど好きではなかったという。
    - 2008年6月30日の解散発表において、「これからはAYAKO、YUCCO、CHEETAメンバー個人個人の活動を見守って下さい。私自身もメンバーの今後を見守り応援していきたいと思っています。」とコメント。

- YUCCO（田口裕美子、たぐち ゆみこ、1982年4月5日（43歳）、岡山県出身）
  - 作詞・作曲・ベース担当。
    - 音楽学校アン・ミュージック・スクール出身。当時は樋沢達彦に師事[1]。
    - メジャーデビュー前は『たぐっちゃん』名義で活動していた。
    - 姉はボートレーサーの田口節子。2005年4月、日本レジャーチャンネルのドキュメンタリー番組『水神〜挑戦者の鼓動〜』にて節子が特集された際にYUCCOもゲスト出演している。同番組にて、YUCCOが再生不良性貧血とバセドウ病で過去に2度入院したことが明かされた。節子は、身体の弱い妹が単身上京し、アルバイトをしながら一人で夢に向ってがんばる姿に本当に励まされここまで来られたと語った。
    - 中学のころベースに興味を持ち、購入するべく楽器屋を訪れた。ところが、店員から「一人でベースやってもつまんないよ! ギターにしなよ」とアドバイスされギターを購入して帰宅。しかし、ベースへの興味は薄れず高校1年生の時にあらためてベースを始めたという。
    - ウッドベース､アップライトベースも弾きこなす。2006年6月24日のワンマンライブ（O-EAST）にて、アコースティックバージョンの磁石でアップライトベースを披露（2ndアルバム初回限定版DVDに一部収録）。
    - 2005年夏から秋ごろ、インストゥルメンタルBAND「Gqlla」に加入（現在は不明）。
    - 2012年6月、自身のバンド「benihoo」を結成。

- CHEETA（浦本絵美、うらもと えみ、1979年9月21日（45歳）、石川県出身）
  - ドラム担当。
    - バンタン芸術学院出身。
    - メジャーデビュー前は『ちいた』名義で活動。
    - 「Oh My Darlin'」のPVで使用したドラムセットは私物（この種類では日本で一台目に輸入されたもの）。
    - ドラムスクールの講師も担っていた。
    - 2004年8月ごろ「myuuRy」に加入（2007年3月脱退）。
    - かつて東京ブラススタイルのドラムを担当していた。
    - 2010年、セルフプロデュースによるソロCD『We are the morning player』をリリース（作詞・作曲・アレンジ・歌唱、全て自身が担当）。
    - 現在は、ソロプロジェクトがバンド化した「Symmetriez」として活動中。

- TOMOE（手島友恵、てしま ともえ、1987年1月13日（38歳）、東京都出身）
  - ギター担当。
    - メジャーデビュー前は『ともえ』名義で活動。
    - メジャーデビュー後のMCはほぼAYAKOのみが担当したが、デビュー前はTOMOEも加わっていた。
    - 学業専念のため、2005年9月30日をもって活動休止。

## 出演

### テレビ
- MTV Apt.(MTV、JST毎週金曜日25:00 - 25:30) (2006年10月 - 12月)

### ラジオ
- 中ノ森BANDのラズベリーSHOW、Yeah!!(bayfm、JST毎週水曜日24:00 - 24:30）

- イキナリ!火曜日「中ノ森BAND・AYAKOのフォレストアワー」(TBCラジオ、毎週火曜日23:30 - 25:00）（2006年4月 - 2008年3月）

- GOOD MORNING PORT CITY Saturday(FMポート) - AYAKOのみ、ゲスト

### 映画
- 結婚しようよ（2008年、佐々部清監督） - AYAKO…主人公の次女、香取歌織 役、他メンバー…歌織のバンド仲間 役

### その他
- 日刊スポーツ創刊60周年記念 2006神宮外苑花火大会（2006年8月16日、明治神宮外苑） - 神宮球場のステージに出演

## 作品

### シングル
1. ラズベリーパイ（2005年2月23日、TECI-81）
  - 関西テレビ・フジテレビ系ドラマ「みんな昔は子供だった」挿入歌
2. Whatever（2005年5月25日、TECI-86）
3. Oh My Darlin'（2005年11月23日、TECI-94）
  - 関西テレビ・フジテレビ系ドラマ「鬼嫁日記」主題歌
  - 2005年第47回日本レコード大賞新人賞受賞
4. i Need Love（2006年5月31日、TECI-102）
  - テレビ朝日系「アドレな!ガレッジ」エンディングテーマ
5. Fly High（2006年8月30日、TECI-107）
  - 日本テレビ系ドラマ「CAとお呼びっ!」主題歌
  - 2006年第48回日本レコード大賞金賞受賞
6. 旅への扉（2007年7月25日、初回盤：TECI-117／通常盤：TECI-118）
  - TBS系「恋するハニカミ!」エンディングテーマ
7. イソブラボー/雪（2007年10月24日、初回盤：TECI-127／通常盤：TECI-128）
  - 日本テレビ「音燃え!」オープニングテーマ
8. 風になりたい（2008年1月23日、初回盤：TECI-131／通常盤：TECI-132）
  - 映画「結婚しようよ」劇中歌
  - 川村ゆうこのカバー

### アルバム
1. OH MY DARLIN' 〜Girls having Fun〜（2006年1月11日、初回盤：TECI-1121／通常盤：TECI-1122）
2. Do the Rock（2006年11月22日、初回盤：TECI-1140／通常盤：TECI-1141）
3. エレクトリックガール（2008年3月5日、初回盤：TECI-1172／通常盤：TECI-1173）
4. GIRLS ROCK BEST（2008年9月24日、初回盤：TECI-1230／通常盤：TECI-1231）

### 参加作品
| 発売日         | タイトル                             | 規格品番   | 収録曲                                 |
| -------------- | ------------------------------------ | ---------- | -------------------------------------- |
| 2008年2月2日   | 吉田拓郎トリビュート〜結婚しようよ〜 | TECI-1170  | 結婚しようよ                           |
| 2008年04月23日 | RUDE GIRL'S PARTY                    | VICL-62800 | キスしてほしい(トゥー・トゥー・トゥー) |
| 2012年12月12日 | 女子会ロック!★girl meets boy         | TECH-25329 | キスしてほしい(トゥー・トゥー・トゥー) |

## ミュージックビデオ
| 監督             | 曲名                                      |
| ---------------- | ----------------------------------------- |
| 風と中村浩紀食堂 | 「イソブラボー」(出演：磯山さやか) 「雪」 |
| 久保茂昭         | 「Whatever」 「ラズベリーパイ」           |
| 須永秀明         | 「Oh My Darlin'」                         |
| 竹石渉           | 「Fly High」 「i Need Love」              |
| 竹内大輔         | 「風になりたい」                          |
| 藤原道仁         | 「旅への扉」                              |

## エピソード

### TOMOEの活動休止
2005年8月ごろ、ギターのTOMOEが学業専念を理由に同年年9月30日をもって活動休止する旨を公式サイトにて発表。TOMOEの活動休止直後、公式サイトからTOMOEの活動休止に関する記載および、公式ブログでのTOMOEによる記事が全て削除された（一部に形跡は残っている

）。また、他のメンバーによる記事においても、TOMOEに関する記述がわずかでも確認できたものは同じく削除された。ちなみに、削除された記事の内容には、TOMOEとの最後の別れの際、SHINAMONが「絶対にまたいつか一緒に演奏しようね!」と泣きながら約束したという内容も含まれていた。その後、残ったメンバーがテレビや雑誌等のインタビューでTOMOEに言及することがなくなり、メディアの略歴等では4人組でメジャーデビューしたという内容に置き換わっていた。

### 解散
2008年6月30日午前1時59分、公式サイトの更新にて同日いっぱいでの解散を突如宣言。「中ノ森BAND」名義ではなく、メンバーそれぞれが報告を行うというやや異例ともとれる形での解散宣言となった。解散理由についてAYAKOは「メンバーやスタッフと沢山話し合った結果、それぞれの音楽性の違いにより、それぞれが別々の道に進む結果となりました。」と記している。

## 主なライブ
- 2006年03月17日 - 1stソロライブ
- 2006年08月13日 - SUMMER SONIC 2006
- 2007年03月11日 - "Do the Rock"Tour 2007
- 2007年08月27日 - TREASURE05X 2007 ～burning diamonds～

## 関連人物
- 内池秀和
- 川村ゆうこ
- 京田未歩
- 小松一也
- 島崎貴光
- 田辺恵二
- 冨沢ノボル
- 葉山拓亮
- 平川達也